# Seznam kitajskih letalskih asov korejske vojne
Seznam kitajskih letalskih asov korejske vojne je urejen po številu letalskih zmag.

## Seznam
- Čsdzao Baotun -                      9
- Van Haj -                              9
- Lee Khan -                             8
- Lu Min -                               8
- Fan Vančsdzou -                        8
- Sun Šanku -                           6